# Maine Mendoza
Maine Mendoza, de son vrai nom Nicomaine Dei Capili Mendoza, est une actrice, humoriste et modèle philippine née le 3 mars 1995 dans la province de Bulacain (Philippines).

## Filmographie
- 2015 : Eat Bulaga!: Kalyeserye (série TV) : Divina Ursula Bokbokova "Yaya Dub" Smash / Ursula Palais Smash[2]
- 2015 : My Bebe Love : Anna Carillo[3]